# Regnans in Excelsis
Regnans in excelsis è l'incipit della bolla pontificia, pubblicata il 25 febbraio 1570, con la quale papa Pio V dichiarò la regina d'Inghilterra Elisabetta I eretica e di conseguenza scomunicata e deposta dal suo trono.
Riferendosi a Elisabetta come "serva di persone ignobili, che si pretende regina d’Inghilterra", il pontefice intese privarla di ogni potere e diritto, svincolando i suoi sudditi da ogni obbligo o giuramento di fedeltà e obbedienza. 

## Situazione precedente

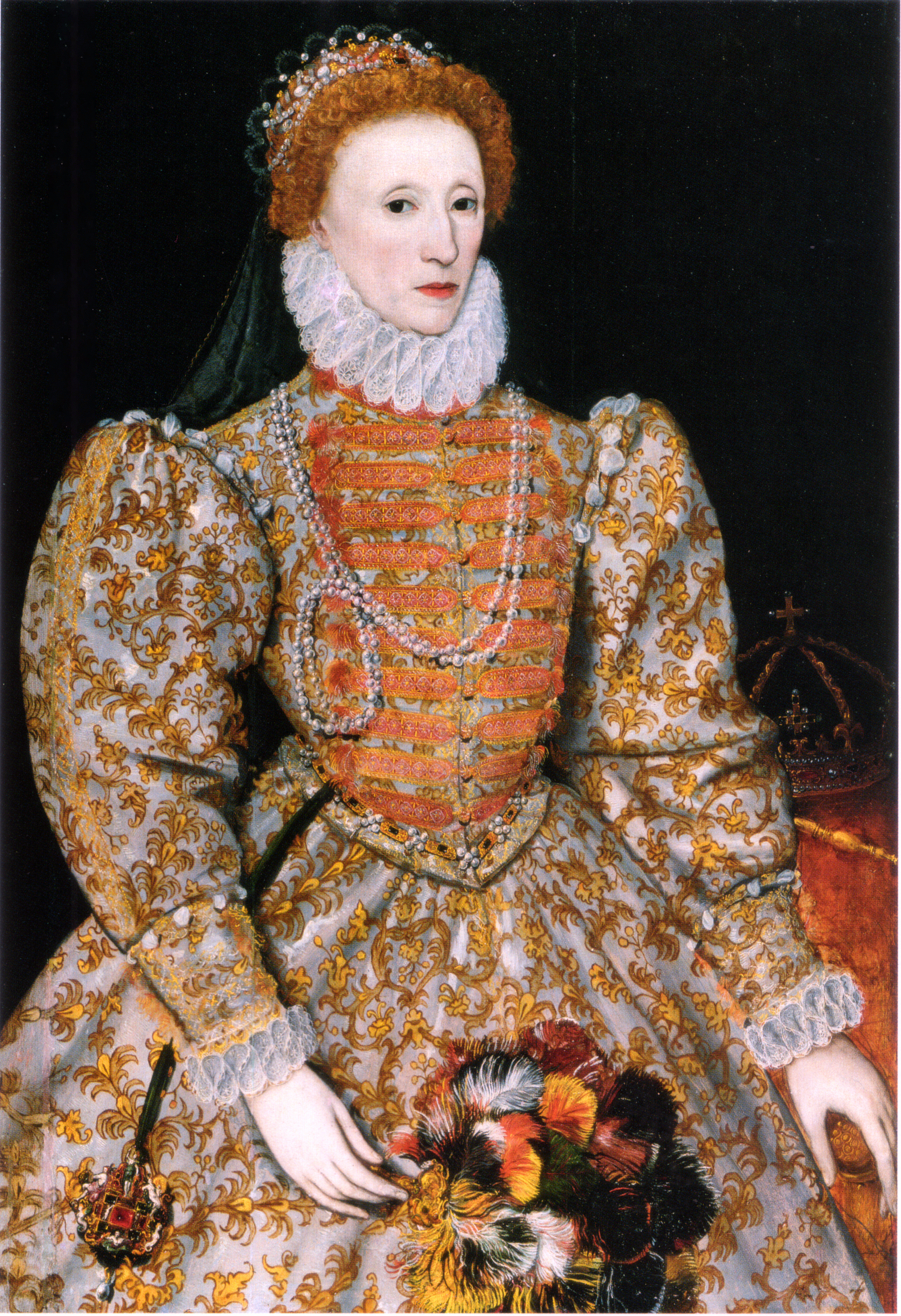
Elisabetta I d'Inghilterra

Alla morte di Edoardo VI nel 1553, l'ascesa al trono inglese di Maria I, figlia cattolica di Enrico VIII, aveva segnato una svolta nei rapporti tra il regno d'Inghilterra e il papato. Obiettivo principale di Maria era la riappacificazione con Roma e la restaurazione della religione cattolica, ponendo così fine allo scisma anglicano iniziato dal padre. A tal fine il papa Giulio III, nel 1554, aveva inviato il cardinale Reginald Pole, nominato arcivescovo di Canterbury, il quale cercò di ricostruire la gerarchia romana con l'aiuto dell'arcivescovo Stephen Gardiner, nominato dalla regina Lord cancelliere. Il 25 luglio dello stesso anno la regina sposò Filippo II d'Asburgo, figlio del cattolicissimo Carlo V e futuro re di Spagna. Scopo di questo matrimonio era assicurare la nascita di un erede che avrebbe scongiurato la successione sul trono inglese di Elisabetta, sorellastra protestante di Maria. La regina, però, non riuscirà ad avere discendenza e vedrà sfumare ulteriormente il suo progetto di restaurazione cattolica quando, alla morte di Giulio III nel 1555, salì al soglio pontificio Paolo IV, antispagnolo e filofrancese, il quale richiamò a Roma il cardinale Reginald Pole con l'accusa di eresia. Il mantenimento dell'alleanza matrimoniale con la Spagna segnò dunque una prima rottura con Roma e Maria si vide costretta a indurire il proprio regime reintroducendo, nel 1555, le leggi medievali contro l'eresia. Seguirono così quelle che furono chiamate le Persecuzioni di Maria, nel corso delle quali 283 protestanti furono bruciati al rogo, guadagnando alla regina il soprannome di sanguinaria. Quando Maria morì senza figli nel 1558, la sua sorellastra Elisabetta ereditò il trono. L'anno successivo il parlamento inglese promulgò il Secondo Atto di Supremazia, con il quale fu proclamata l'indipendenza della Chiesa d'Inghilterra e della Chiesa d'Irlanda dall'autorità papale. 

## Conseguenze

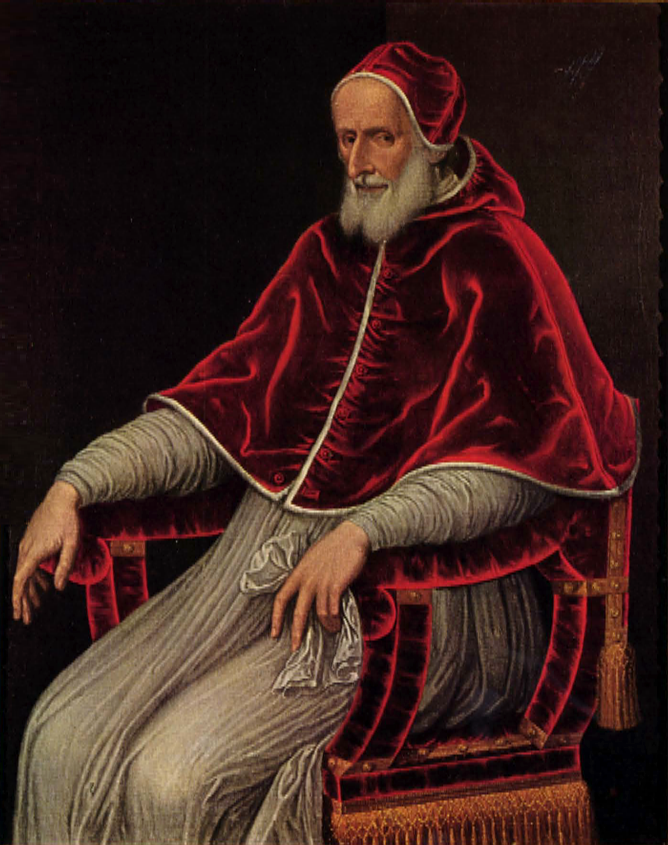
Papa Pio V

La pubblicazione di una bolla pontificia di scomunica fu da subito caldeggiata da Filippo II di Spagna, dal duca di Norfolk Thomas Howard e dalla regina di Scozia, la cattolica Maria Stuarda, al fine di rovesciare il potere di Elisabetta deponendola dal trono. Il fatto che ben undici anni passarono prima dell'effettiva promulgazione della bolla fu causato dai numerosi ma vani tentativi di principi e monarchi europei di sposare Elisabetta e dal permesso accordato dalla regina al culto cattolico in privato.
Lo scoppio nel 1569 della cosiddetta "rivolta dei papisti" costituì l'occasione per la pubblicazione del documento papale. Pio V intese così appoggiare le forze cattoliche fedeli al papa del nord dell'Inghilterra che, guidate dal Duca di Norfolk, dal Conte di Westmorland e dal Conte di Northumberland, avevano come scopo la deposizione della regina regnante e l'incoronazione della cugina cattolica di Elisabetta: Maria Stuarda. Nello stesso anno anche i cattolici irlandesi si ribellarono al governo di Elisabetta I, guidati da James Fitzmaurice Fitzgerald nella prima Rivolta dei Desmond. 
La bolla provocò l'immediata reazione di Elisabetta che, abbandonando la sua politica di tolleranza religiosa, iniziò a perseguitare i suoi nemici cattolici e soprattutto i Gesuiti, accusati di agire nell'interesse della Spagna e del papato. La pubblicazione in Inghilterra della scomunica di Pio V alla regina diede così origine a rivolte cattoliche in tutto il regno, tra le quali il "Ridolfi plot", un tentativo di assassinio di Elisabetta attuato dal banchiere italiano Roberto di Ridolfi con l'appoggio del Duca di Norfolk, che intendeva porre sul trono Maria Stuarda e diventare de facto re d'Inghilterra sposandola. 
Il parlamento inglese approvò un decreto, noto come "Bulls, etc., from Rome Act 1570", con il quale si dichiaravano colpevoli di alto tradimento coloro i quali avessero pubblicato o diffuso in Inghilterra qualsiasi documento proveniente dalla Santa Sede. 

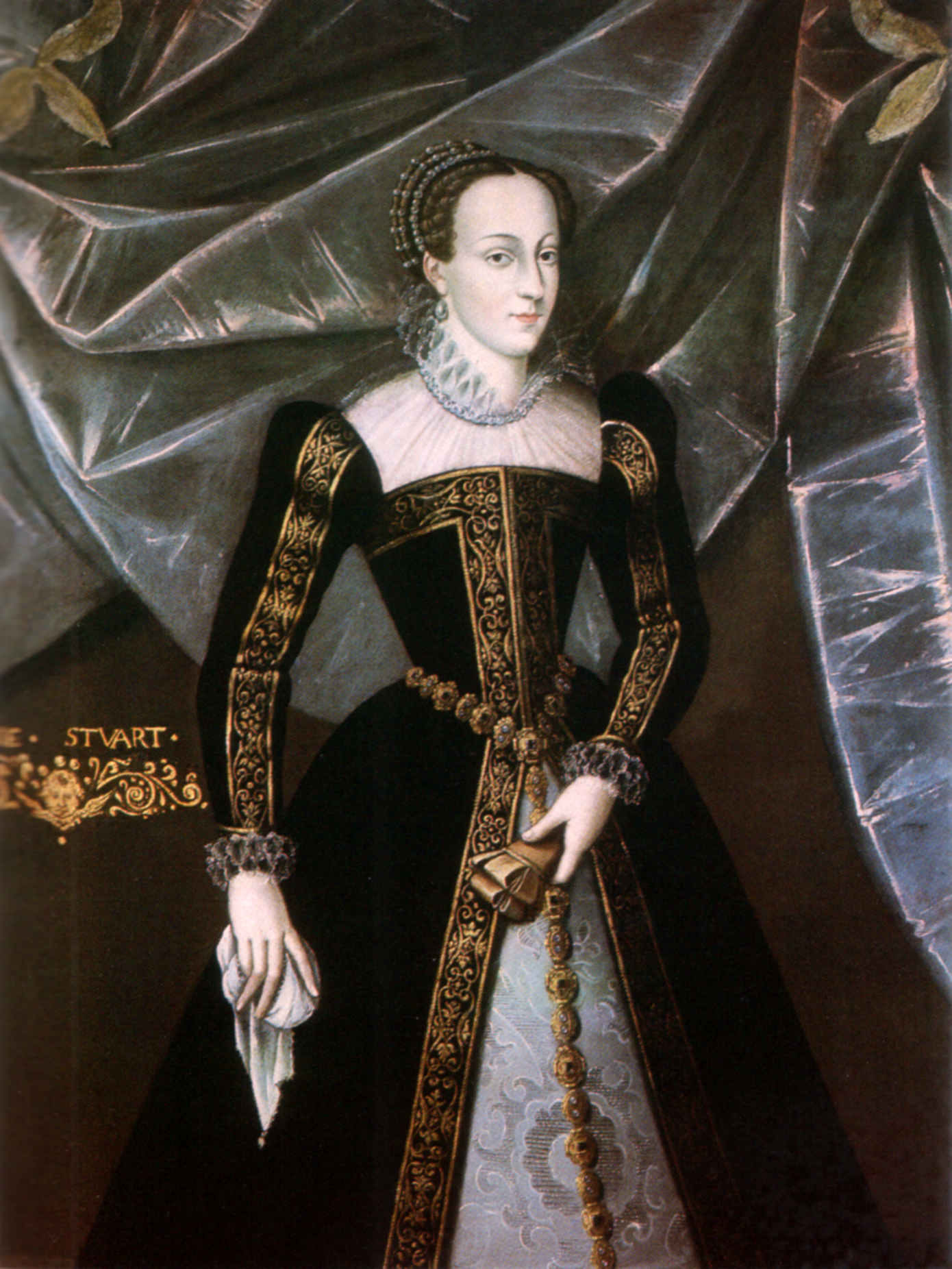
Maria Stuarda

## Sospensione della bolla negli anni 1580-1584
In seguito al rifiuto di Elisabetta alla richiesta dei Gesuiti di allentare le persecuzioni contro i cattolici nel Regno d'Inghilterra, papa Gregorio XIII decise nel 1580 la sospensione della bolla del predecessore, chiarendo che i cattolici inglesi erano tenuti all'obbedienza alla regina in tutte le questioni di materia civile, almeno fino a quando non si fosse presentata l'occasione per deporre Elisabetta. Pochi anni dopo, allo scoppio della Guerra anglo-spagnola (1585-1604) il parlamento inglese emanò un atto "against Jesuits, seminary priests and other such like disobedient persons".

## Reintroduzione nel 1588
Nel 1588 papa Sisto V, a favore di Filippo II di Spagna nella Guerra anglo-spagnola, riportò in vigore la solenne bolla di scomunica contro la regina Elisabetta I per il regicidio di Maria Stuart nel 1587 e per i precedenti delitti contro la religione cattolica. Durante la minaccia dell'invasione spagnola in Inghilterra, la reintroduzione della bolla di Pio V fece emergere che la maggior parte dei cattolici inglesi si erano mantenuti fedeli a Roma e quelli che tra questi rappresentavano una minaccia al governo, come il cardinale William Allen e il gesuita Robert Parsons, furono esiliati da Elisabetta. 
Se la bolla ebbe un modesto impatto in Inghilterra, essa fu all'origine di rivolte e sollevazioni in Irlanda, dove la maggior parte della popolazione era cattolica. Gerald FitzGerald, conte di Desmond, usò la bolla a giustificazione della seconda Rivolta dei Desmond.